# تکوک شیر غران
تکوک شیر غران از آثار باستانی دوره هخامنشی است که در طی کاوش‌های متعدد در هگمتانه (همدان امروزی) کشف شد. این تکوک دارای یک ظرف مخروطی شکل و یک شیر است که در حال نعره کشیدن است. ظروف مجرادار شاخی شکل با سر جانداران، پیشینه تاریخی و سابقه طولانی در شرق نزدیک، یونان و ایتالیا دارد. این تکوک همانند تعداد دیگری از تکوک‌های دوره هخامنشی، دارای ویژگی قائم بودن زاویه محور حیوان با ظرف است. در این تکوک قطعات با لحیم کاری به هم وصل شده‌اند و این عمل از دید بیننده پنهان است، این مهارت، شیوه بسیار عالی و فنی هنرمندان هخامنشی را بازگو می‌کند. شیر غران یکی از نمادهای هنرورزی در تزئینات آثار به جا مانده از دوره هخامنشیان است.